# メイズ・ランナー
『メイズ・ランナー』（原題: The Maze Runner）は、アメリカの小説家ジェームズ・ダシュナーが2009年に発表したヤングアダルト向けSFスリラー小説、およびそれを原作とした2014年のアメリカ映画。
記憶を失い、謎の巨大な迷路（maze＝メイズ）に送りこまれた主人公たちが、脱出に挑む物語。

## 小説
小説メイズ・ランナーシリーズは、1作目『メイズ・ランナー』、2作目『砂漠の迷宮』、3作目『最期の迷宮』の3部作となっている。それ以外に、1作目の13年前を描いた4作目『The Kill Order』、4作目と1作目の間を描く5作目『The Fever Code』が刊行された。
| # | 邦題                          | 原題              | 刊行年         | 刊行年        | 訳者     | 出版社            | ISBN              |
| - | ----------------------------- | ----------------- | -------------- | ------------- | -------- | ----------------- | ----------------- |
| 1 | メイズ・ランナー              | The Maze Runner   | 2009年10月21日 | 2015年4月25日 | 田内志文 | KADOKAWA/角川書店 | 978-4-04-101425-7 |
| 2 | メイズ・ランナー 2 砂漠の迷宮 | The Scorch Trials | 2010年10月12日 | 2015年9月24日 | 田内志文 | KADOKAWA/角川書店 | 978-4-04-103630-3 |
| 3 | メイズ・ランナー 3 最期の迷宮 | The Death Cure    | 2011年10月11日 | 2018年5月25日 | 田内志文 | KADOKAWA/角川書店 | 978-4-04-106440-5 |
| 4 | N/A                           | The Kill Order    | 2012年8月14日  | N/A           | N/A      | N/A               | N/A               |
| 5 | N/A                           | The Fever Code    | 2016年9月27日  | N/A           | N/A      | N/A               | N/A               |

## 映画
ジェームズ・ダシュナーの小説を原作とした2014年のアメリカ映画のSFミステリー映画シリーズ。主要作品は全3作。

### ストーリー
16才の少年トーマスは記憶喪失の状態でエレベーターの中で目を覚ました。上昇し、高い岩壁に囲まれた謎の草地に到着するトーマス。そこは石造りの巨大迷路の中心部で、大勢の少年たちが暮らす閉鎖空間だった。彼らも皆、名前以外の記憶はなく、同様に送り込まれて何年も生活しているのだ。
高い壁を登ることは不可能で、周囲の迷路(Maze)を通って出口を探すしか脱出の方法はない。迷路の入り口は毎日、夜明けと共に開き、日没に閉じる。夜間には迷路のルートが変わる上に、凶暴な「グリーパー」という怪物が現れるため、夜は迷路で過ごせない。月に一度、新しい少年一名と最低限の食料などがエレベーターで送り込まれるというのが基本情報だった。
少年たちは安全な草地で生活しながら「メイズランナー」と呼ぶ運動能力の高い仲間を迷路に送り、出口を探していた。ランナーとして迷路に入り、日没近くなっても戻らないアルビーとミンホ。トーマスたちが待つ入り口近くに現れたミンホは、グリーパーに襲われたアルビーを必死に引きずっていた。扉が閉まり始めてもアルビーを見捨てないミンホを見て、思わず迷路に駆け込むトーマス。
グリーパーの現れる夜の迷路で過ごすトーマスたち。壁が動いてルートが変わる中、グリーパーが襲って来た。動く壁の間にグリーパーを誘い込んで挟み、押し潰すトーマス。
初めてグリーパーを倒し、生還した者として仲間の信頼を得るトーマス。そこへ、月に一度のルールを破ってエレベーターが少女テレサを運んで来た。記憶喪失のテレサは「彼女で最後」というメモと、WCKDと文字が記された注射器を持っていた。
グリーパーの毒で死にかけているアルビーに一か八かで注射を打ち、回復させるトーマス。しかし、夜になっても閉じない扉からグリーパーが現れ、仲間の多くと共にアルビーも殺された。
意識が戻った時のアルビーは記憶を取り戻している様子だった。毒にあたることがヒントだと気づき、倒したグリーパーの毒針を自らに刺すトーマス。テレサが打った注射によって回復したトーマスは僅かながら記憶を取り戻し、自分とテレサがWCKDという組織の一員で、少年たちを迷路に送り込む側だったことを思い出した。
草地を離れようとしない一部の少年たちを残して、出口を求め迷路に入るトーマスと仲間たち。グリーパーの群れをかわして進んだ一行は、銃撃戦で死んだ研究者や兵士が散乱する研究施設に辿り着いた。映像でトーマスたちに語りかけるエヴァ・ペイジと名乗る女性研究員。
地球は太陽熱で焼かれ、謎のウイルスも蔓延して壊滅状態にある。ウイルスに感染しない子供たちが生まれ、無事でいる理由を探る為の実験が「迷路」だったと話すエヴァ・ペイジ。トーマスたちは「実験体」だったのだ。
現れた兵士らに囚われ、軍用ヘリコプターで運ばれるトーマスたち。それを見送るエヴァ・ペイジは、「実験は第二段階だ」と不敵な笑みを浮かべた。

### 出演者
※括弧内は日本語吹替
- トーマス - ディラン・オブライエン（畠中祐）
- ギャリー - ウィル・ポールター（浪川大輔）
- テレサ - カヤ・スコデラリオ（能登麻美子）
- ニュート - トーマス・ブローディ・サングスター（山下大輝）
- アルビー - アムル・アミーン（英語版）（松田健一郎）
- ミンホ - キー・ホン・リー（井上剛）
- チャック - ブレイク・クーパー（英語版）（村瀬歩）
- エヴァ・ペイジ - パトリシア・クラークソン（榊原良子）

### 続編
原作小説が三部作であるため、映画も三部作構想となっている。小説2作目The Scorch Trials を原作とする映画2作目『メイズ・ランナー2: 砂漠の迷宮』(原題：Maze Runner: The Scorch Trials)は、北米で2015年9月18日に、日本では同年10月23日に公開された。小説3作目The Death Cure を原作とする映画3作目『メイズ・ランナー: 最期の迷宮』(原題：Maze Runner: The Death Cure)は、北米で2018年1月26日に、日本では同年6月15日に公開。

### 映画
- 公式ウェブサイト （日本語）
- 公式ウェブサイト（英語）
- メイズ・ランナー (@MazeRunnerJP) - X
- メイズ・ランナー (MazeRunnerJP) - Facebook
- メイズ・ランナー - allcinema （日本語）
- メイズ・ランナー - KINENOTE （日本語）
- メイズ・ランナー - MOVIE WALKER PRESS （日本語）
- メイズ・ランナー - 映画.com （日本語）
- The Maze Runner - IMDb（英語）
- The Maze Runner - Box Office Mojo（英語）
- The Maze Runner - Rotten Tomatoes（英語）
- The Maze Runner - オールムービー（英語）